# Феликс Лајтер
Феликс Лајтер је измишљени лик у филмовима о Џејмсу Бонду. Лајтер је помагач Џејмс Бонда који се појављује од првих филмова о Џејмс Бонду. Он је у ствари тајни агент ЦИА који помаже Бонду.
Појављује се у следећим филмовима:
- Доктор Но
- Голдфингер
- Операција Гром
- Дијаманти су вечни
- Живи и пусти друге да умру
- Дах смрти
- Дозвола за убиство
- Казино Ројал
- Зрно утехе
- Није време за умирање

Једино се Џефри Рајт појавио у три филма, Дејвид Хедисон у два филма, док су се остали глумци појављивали само једном.